# Xanthoparmelia saniensis
Xanthoparmelia saniensis är en lavart som beskrevs av Hale. Xanthoparmelia saniensis ingår i släktet Xanthoparmelia och familjen Parmeliaceae.   Inga underarter finns listade i Catalogue of Life.